# John Kay
John Kay, rođen kao Joachim Fritz Krauledat (Tilsit, 12. travnja 1944.) je kanadski rock pjevač, tekstopisac i gitarist, najpoznatiji kao osnivač i vođa sastava Steppenwolf.
Rođen je u Istočnoj Pruskoj, a kasnije je emigrirao u Kanadu.

## Vanjske poveznice
- Službena stranica Steppenwolfa